# Hugon I de Ponthieu
Hugon I (zm. 4 lipca 1000), hrabia Ponthieu, syn hrabiego Hildouina III i Hersendy la Pieuse de Ramerupt, hrabiny d'Arcis, znany również jako Hugon Miles.
Nic nie wiadomo o wczesnych latach jego życia. Przez Hugona Kapeta, kiedy ten był jeszcze księciem Francji (a więc przed 987 r.), został wyznaczony na protektora opactwa Saint-Riquier oraz kasztelana Abbeville. Kiedy Kapet został królem Francji Hugon wspierał go w walce z hrabią Flandrii Arnulfem II. W 996 r. otrzymał tytuł hrabiego Ponthieu.
Ok. 994 r. Hugon poślubił Gizelę (ok. 970 - ok. 1000), córkę Hugona Kapeta, króla Francji, i Adelajdy, córki Wilhelma III Jasnowłosego, księcia Akwitanii. Hugon miał z Gizelą co najmniej dwóch synów:
- Enguerrand I (zm. ok. 1045), hrabia Ponthieu
- Gwidon, opat Forest